# Agner Krarup Erlang
Agner Krarup Erlang (Lonborg, 1 de Janeiro de 1878 – Lonborg, 3 de Fevereiro de 1929) foi um matemático dinamarquês.

## Vida
Hans Nielsen Erlang, seu pai, era o professor do vilarejo onde nasceu. Sua mãe, Magdalene Krarup, pertencente a uma família eclesiástica, a qual teve um matemático dinamarquês muito conhecido, Thomas Fincke, entre os seus antepassados.
Erlang tinha um irmão, Frederik, dois anos mais velho e duas irmãs mais jovens, Marie e Ingeborg. Agner passou os primeiros anos escolares com seus irmãos no prédio escolar de seu pai. Passava tardes com seu irmão lendo livros, os quais lia de cabeça para baixo pois seu irmão não o deixava sentar-se ao seu lado.
Naquele tempo, uma das matérias favoritas de Agner Krarup Erlang era astronomia e ele gostava de escrever poemas sobre assuntos astronômicos. Quando terminou o primário na escola fez um exame na Universidade de Copenhague e teve sucesso passando com distinção. Ele tinha então só 14 anos e lhe foi concedida uma permissão especial para seu ingresso à universidade.
Terminando os estudos universitários, Erlang retornou ao vilarejo, onde lecionou, durante dois anos, na escola de seu pai. Neste mesmo período, aprendeu francês e latim.
Aos 16 anos, seu pai queria que ele frequentasse a universidade mas o dinheiro estava escasso. Uma familiar distante proveu acomodação livre para ele enquanto se preparava para os exames universitários de entrada na escola secundária de Frederiksborg.
Ele ganhou uma bolsa de estudos para a Universidade de Copenhague e completou seus estudos em 1901 como um MA com matemática como a matéria principal e astronomia, física e química como matérias secundárias.

## Contribuições
Agner Krarup Erlang foi a primeira pessoa a estudar o problema de redes de telefonia.
Estudando a troca de ligações de um pequeno vilarejo ele criou uma fórmula, agora conhecida como a fórmula de Erlang, para calcular a fração de ligações que tentavam chamar alguém fora do vilarejo e que tinham que esperar porque todas as linhas estavam em uso.
Embora o modelo de Erlang seja simples, a matemática que está por baixo das complexas redes de telefonia de hoje ainda está baseada em seu trabalho.
Era membro da Associação dos Matemáticos Dinamarquêses pela qual estabeleceu contato com outros matemáticos inclusive sócios da Companhia Telefônica de Copenhague. Ele foi trabalhar para esta companhia em 1908 como colaborador científico e depois como cabeça de seu laboratório.
Erlang começou a trabalhar em aplicar a teoria de probabilidades a problemas de tráfego de telefonia imediatamente e em 1909 surge o primeiro trabalho  publicado neste assunto “The Theory of Probabilities and Telephone Conversations” provando que ligações telefônicas distribuídas aleatoreamente seguiam a lei de distribuição de Poisson.
Mais adiante outros trabalhos foram publicados, o mais importante foi em 1917, “Solution of some Problems in the Theory of Probabilities of Significance in Automatic Telephone Exchanges”. Este continha fórmulas para perda e tempo de espera que são bem conhecidas agora na teoria de tráfego de telefonia. Uma pesquisa inclusiva de seus trabalhos é determinada em “The life and works of A.K. Erlang”.

## Fórmulas de Erlang
Erlang B
A fórmula de Erlang B é utilizada no estudo de sistemas com perdas e utilizada para dimensionamento de troncos telefônicos e qualquer outro equipamento que receba tráfego.
{\displaystyle B(s,a)={\frac {a^{s}/s!}{\sum _{k=0}^{s}a^{k}/k!}}}
 Erlang C
A fórmula de Erlang C é utilizada no estudo de sistemas com perdas e é utilizada para dimensionamento de recursos em qualquer sistema constituído por filas, inclusive em centrais de atendimento.
{\displaystyle C(s,a)={\frac {a^{s}/s!(1-a/s)}{\sum _{k=0}^{s-1}{\frac {a^{k}}{k!}}+a^{s}/s!(1-a/s)}}}

## Simulação
Simulação é a técnica de estudar o comportamento e reações de um determinado sistema através de modelos, que imitam na totalidade ou em parte as propriedades e comportamentos deste sistema em uma escala menor, permitindo sua manipulação e estudo detalhado.
A evolução vertiginosa da informática nos últimos anos tornou o computador um importante aliado da simulação. A simulação por computador é usada nas mais diversas áreas, citando como exemplos as análises de previsão meteorológica, dimensionamento de call centers, treinamento de estratégia para militares e pilotagem de veículos ou aviões. Até mesmo o estudo aerodinâmico, antes feito por maquetas, pode ser realizado agora pelo computador.
A simulação de processos permite que se faça uma análise do sistema em questão sem a necessidade de interferir no mesmo. Todas as mudanças e consequências, por mais profundas que sejam, ocorrerão apenas com o modelo computacional e não com o sistema real.
Um software de simulação de Call Center  possibilita criar um Call Center virtual em seu computador, a fim de avaliar o investimento/ nível de serviço/ turnos, etc. Você apenas alimenta o simulador com os dados de sua central e a partir deste momento você pode testar suas ideias sem riscos. E se os resultados apresentados pelo simulador forem positivos, você poderá implementar sua ideia no seu Call Center . Se os resultados forem negativos, é possível testar outras alternativas, sem riscos ou investimentos.